# Niedergrafschaft (Bentheim)

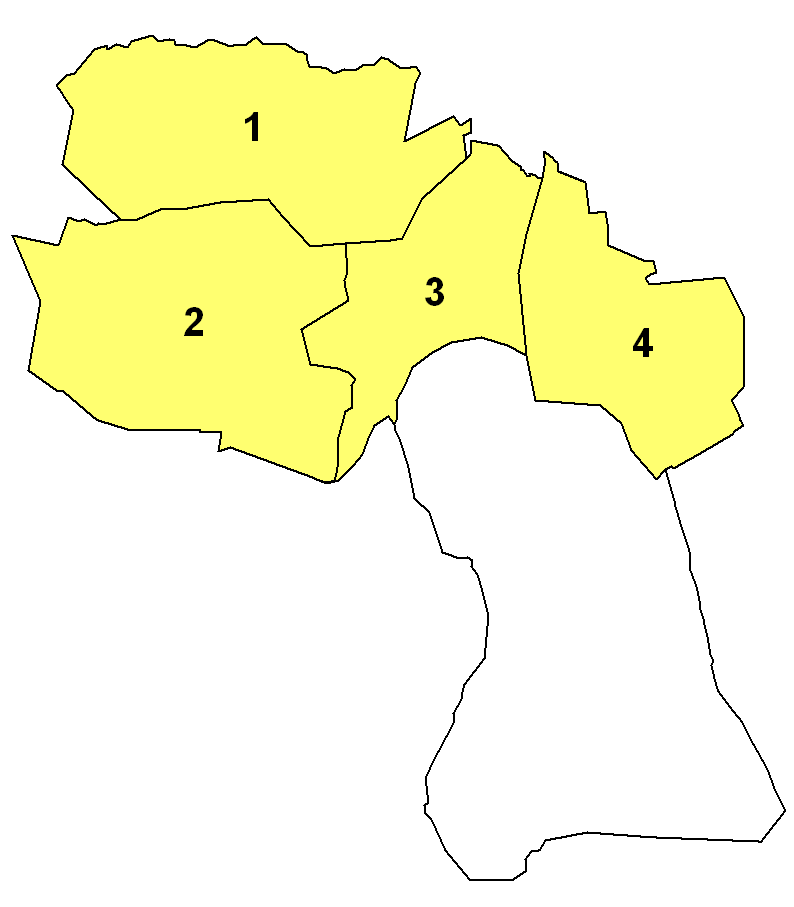
Niedergrafschaft, restliche Grafschaft Bentheim in Weiß

Als Niedergrafschaft bezeichnet man heute die nördliche Region des Landkreises Grafschaft Bentheim in Niedersachsen. Sie grenzt im Norden, Westen und Süden an die Niederlande (Drenthe und Overijssel) und im Osten an den Landkreis Emsland. Die Landschaft ist von der Landwirtschaft geprägt, es sind aber auch einige mittelgroße Unternehmen ansässig.
Neuenhaus ist die einzige Stadt in der Niedergrafschaft und war früher Verwaltungssitz des hannoverschen und preußischen Amtes Neuenhaus (1824 bis 1885), das mit dem Gebiet der damaligen Niedergrafschaft deckungsgleich war; weite Teile des heutigen Nordhorner Stadtgebiets gehörten ebenfalls zum Amt Neuenhaus. Bis in die jüngere Vergangenheit gab es ein Amtsgericht und andere Behörden in der Stadt. 
Verkehrsadern sind die Bundesautobahn 31 (Emden–Bottrop), die Bundesstraßen 403 (Ochtrup–Coevorden) und 213 (Nordhorn–Delmenhorst), die Landesstraßen 43 (Uelsen–Wielen), 44 (Neuenhaus–Emlichheim), 45 (Neuenhaus–Lohne) und 67 (Nordhorn–Bawinkel), die Eisenbahnstrecke Bad Bentheim–Coevorden der Bentheimer Eisenbahn sowie der Coevorden-Piccardie-Kanal, der Ems-Vechte-Kanal und der Süd-Nord-Kanal.
Andere Regionen der Grafschaft Bentheim sind die Obergrafschaft und Nordhorn.
Der Poascheberg (89 m ü. NN) ist die höchste Erhebung der Niedergrafschaft und die zweithöchste der gesamten Grafschaft Bentheim nach dem Schlossberg zu Bad Bentheim (92 m ü. NN).

## Städte und Gemeinden
Folgende Städte und Gemeinden liegen in der Niedergrafschaft (in Klammern: Einwohner am 31. Dezember 2023):
- Samtgemeinde Emlichheim (14.600), Karte: (1)

1. Emlichheim (7650)
2. Hoogstede (2903)
3. Laar (2063)
4. Ringe (1984)

- Samtgemeinde Uelsen (11.566), Karte: (2)

1. Getelo (504)
2. Gölenkamp (594)
3. Halle (672)
4. Itterbeck (1718)
5. Uelsen (5927)
6. Wielen (505)
7. Wilsum (1646)

- Samtgemeinde Neuenhaus (14.876), Karte: (3)

1. Esche (607)
2. Georgsdorf (1259)
3. Lage (1084)
4. Neuenhaus, Stadt (10.732)
5. Osterwald (1194)

- Einheitsgemeinde Wietmarschen (12.974), Karte: (4)